# Lauren Sparg
Lauren Sparg, née le 29 juin 1984,  est une nageuse sud-africaine.

## Carrière
Aux Jeux africains de 2003 à Abuja, Lauren Sparg est médaillée d'argent des 50 et 100 mètres papillon.
Elle participe ensuite aux Jeux afro-asiatiques de 2003 à Hyderabad, où elle est médaillée d'or des 50 et 100 mètres papillon ainsi que du relais 4 x 100 mètres quatre nages.